# Ernst Hermann (Politiker)
Ernst Hermann (* 8. November 1882 in Rügkamp bei Neukloster; † nach 1921) war ein deutscher Politiker (SPD).

## Leben
Hermann war Lagerhalter beim Konsumverein in Malchow sowie Mitglied der Bürgervertretung und Vorsitzender des Bürgerausschusses von Malchow. Von 1919 bis 1921 war er auch Vorsitzender des Landarbeiterverbandes des Bezirks. Ab 1919 gehörte Hermann dem Verfassunggebenden Landtag, anschließend auch dem ersten ordentlichen Landtag von Mecklenburg-Schwerin an.